# Saison 1 de Trust
Cet article présente les dix épisodes de la première saison de la série télévisée américaine Trust.

## Synopsis

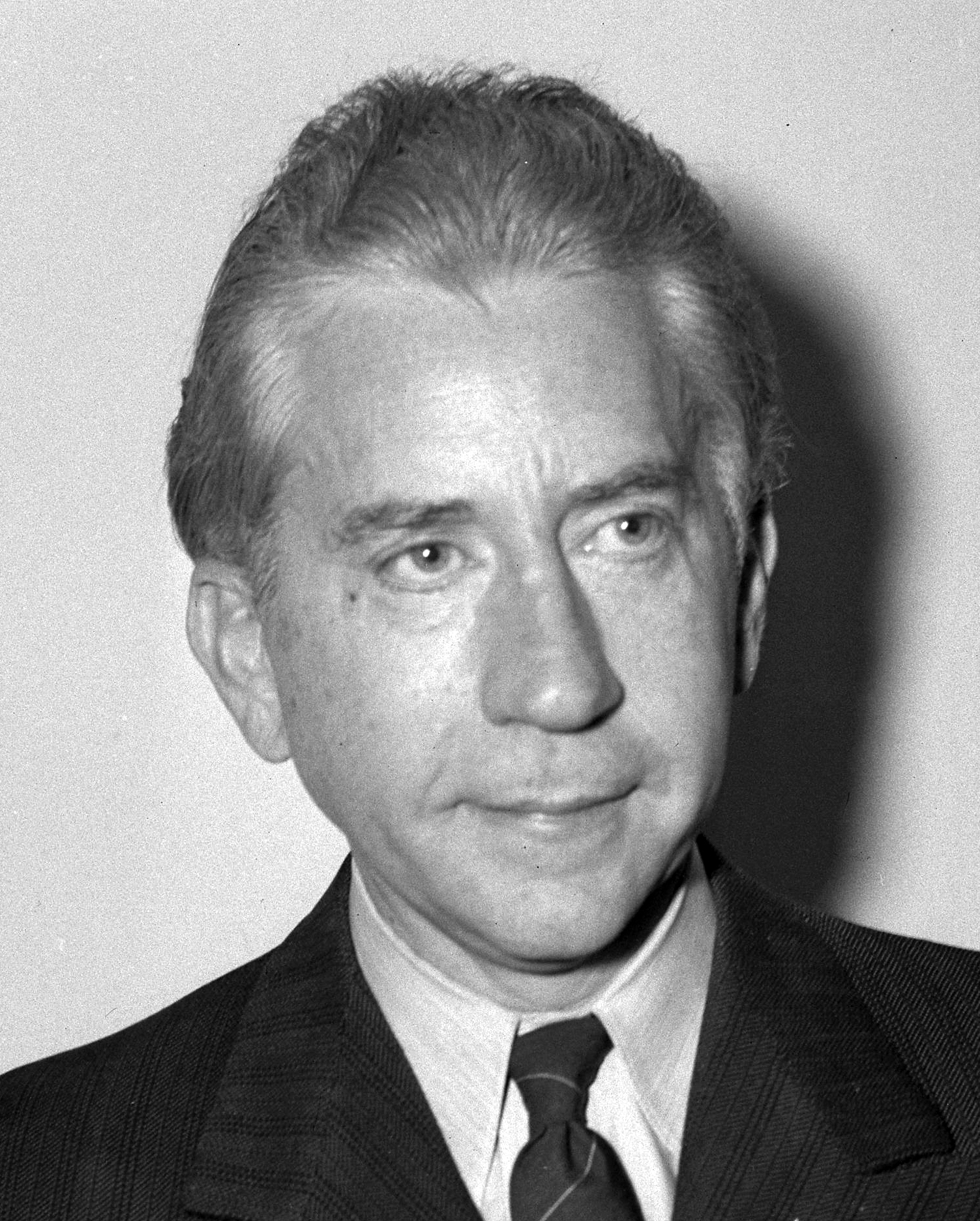
J.Paul Getty, ici en 1944

En 1973, à Rome, John Paul Getty III, adolescent bohème de 16 ans et petit-fils du magnat du pétrole J. Paul Getty, est enlevé par des malfaiteurs calabrais qui demandent à son richissime grand-père de leur verser une rançon exorbitante de 17 millions de dollars. Mais ce dernier refuse leur chantage et il est aussitôt décrit dans les médias comme un vieil homme avare, aigri et sans merci.
Gail Getty, la mère du garçon enlevé, va alors s'allier avec un ancien agent de la CIA, Fletcher Chace, pour tenter de sauver son fils. Ils vont ainsi essayer de réunir de leur côté la somme demandée par les ravisseurs.

## Distribution

### Acteurs principaux
- Donald Sutherland (VF : Bernard Tiphaine) : J. Paul Getty
- Hilary Swank (VF : Marjorie Frantz) : Gail Getty
- Harris Dickinson (VF : Grégory Quidel) : John Paul Getty III
- Michael Esper (VF : Mathias Kozlowski) : John Paul Getty Jr.
- Brendan Fraser (VF : Guillaume Orsat) : Fletcher Chace
- Anna Chancellor (VF : Juliette Degenne) : Penelope Kittson
- Amanda Drew (en) (VF : Laurence Bréheret) : Belinda
- Sophie Winkleman (VF : Barbara Delsol) : Margot
- Verónica Echegui (VF : Claire Baradat) : Luciana
- Silas Carson (VF : Thierry Walker) : Khan

### Acteurs récurrents
- Hannah New : Victoria
- Andrea Arcangeli (it) : Angelo
- Luca Marinelli : Primo
- Francesco Colella (it) : Leonardo
- Mauro Lamanna : Dante
- David Agranov : J. Ronald Getty
- David Bamber : Bela Von Block
- Filippo Valle (it) : George Getty
- Norbert Leo Butz : Gordon Getty

## Liste des épisodes

### Épisode 1:La Maison de Getty
- États-Unis : 25 mars 2018 sur FX
- France : 10 mai 2018 sur Canal+
- Québec : 7 janvier 2019 sur MAX[1]

### Épisode 2:Lone Star
- États-Unis : 1er avril 2018 sur FX
- France : 10 mai 2018 sur Canal+
- Québec : 14 janvier 2019 sur MAX

### Épisode 3:La Dolce Vita
- États-Unis : 8 avril 2018 sur FX
- France : 17 mai 2018 sur Canal+
- Québec : 21 janvier 2019 sur MAX

### Épisode 4:C'est fini les amis!
- États-Unis : 15 avril 2018 sur FX
- France : 17 mai 2018 sur Canal+
- Québec : 28 janvier 2019 sur MAX

### Épisode 5:Silence!
- États-Unis : 22 avril 2018 sur FX
- France : 24 mai 2018 sur Canal+
- Québec : 4 février 2019 sur MAX

### Épisode 6:John, Chapitre 11
- États-Unis : 29 avril 2018 sur FX
- France : 24 mai 2018 sur Canal+
- Québec : 11 février 2019 sur MAX

### Épisode 7:Kodachrome
- États-Unis : 6 mai 2018 sur FX
- France : 31 mai 2018 sur Canal+
- Québec : 18 février 2019 sur MAX

### Épisode 8:Au nom du père
- États-Unis : 13 mai 2018 sur FX
- France : 31 mai 2018 sur Canal+
- Québec : 25 février 2019 sur MAX

### Épisode 9:Une voiture blanche dans une tempête de neige
- États-Unis : 20 mai 2018 sur FX
- France : 7 juin 2018 sur Canal+
- Québec : 4 mars 2019 sur MAX

### Épisode 10:Conséquences
- États-Unis : 27 mai 2018 sur FX
- France : 7 juin 2018 sur Canal+
- Québec : 11 mars 2019 sur MAX